# Ouges
Ouges település Franciaországban, Côte-d’Or megyében. Lakosainak száma 1505 fő (2022. január 1.). Ouges Bretenière, Rouvres-en-Plaine, Fénay, Longvic és Neuilly-Crimolois községekkel határos.

## Népesség
A település népességének változása:
| Lakosok száma | 1138 | 797  | 965  | 1212 | 1342 | 1341 | 1523 | 1604 | 1616 | 1505 |
|               | 1968 | 1982 | 1990 | 2006 | 2013 | 2015 | 2017 | 2019 | 2020 | 2022 |